# Истикляль (Стамбул)

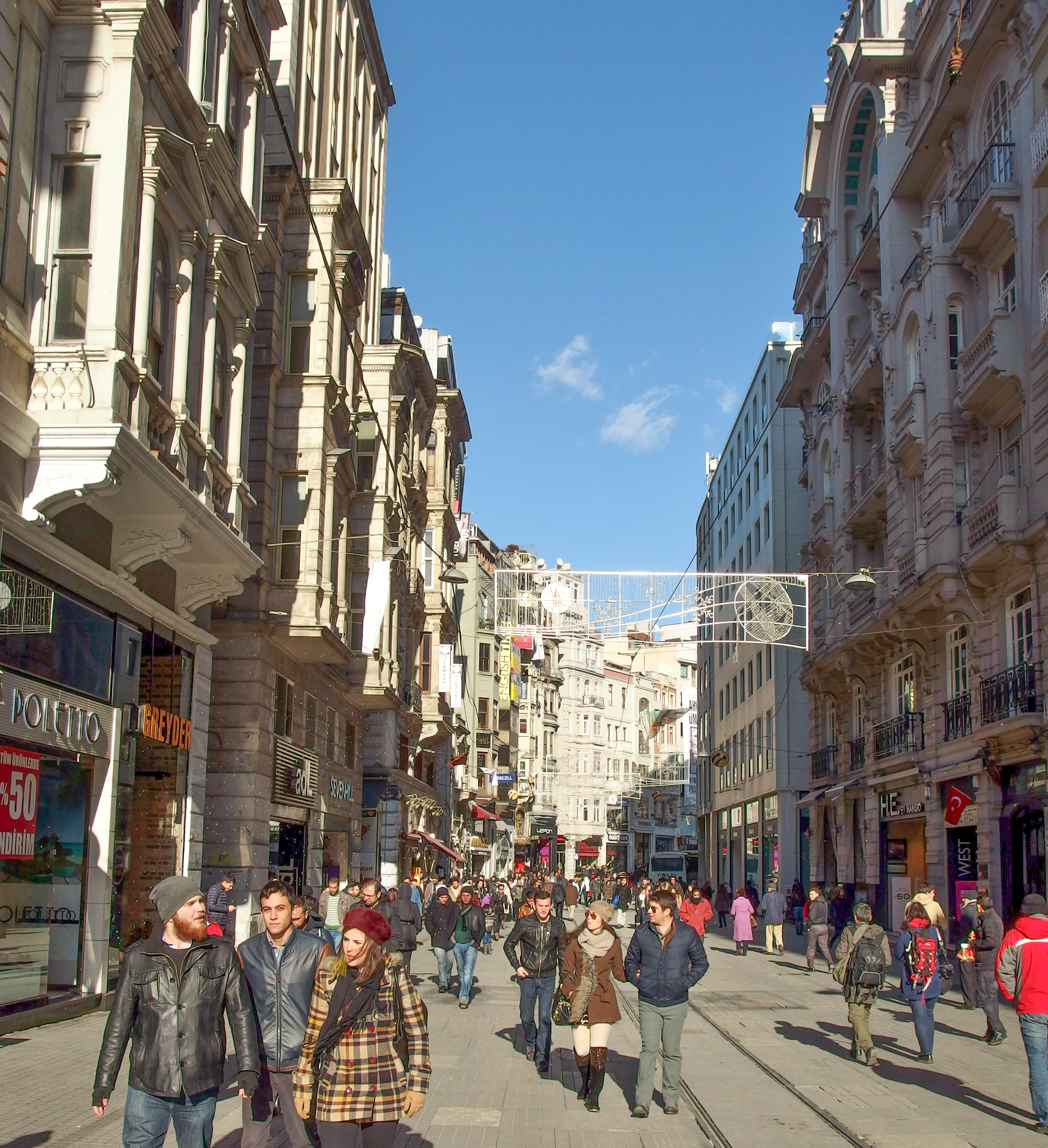
Улица Истикляль в Стамбуле

Улица Истикляль (тур. İstiklal Caddesi) — одна из самых популярных пешеходных улиц в Стамбуле, расположенная в районе Бейоглу. Улица берёт своё начало на площади Таксим и идёт по направлению к заливу Золотой Рог примерно 1,4 километра. Улица Истикляль имеет форму бумеранга, в точке изгиба которого расположена площадь Галатасарай с Галатасарайским лицеем.

## История

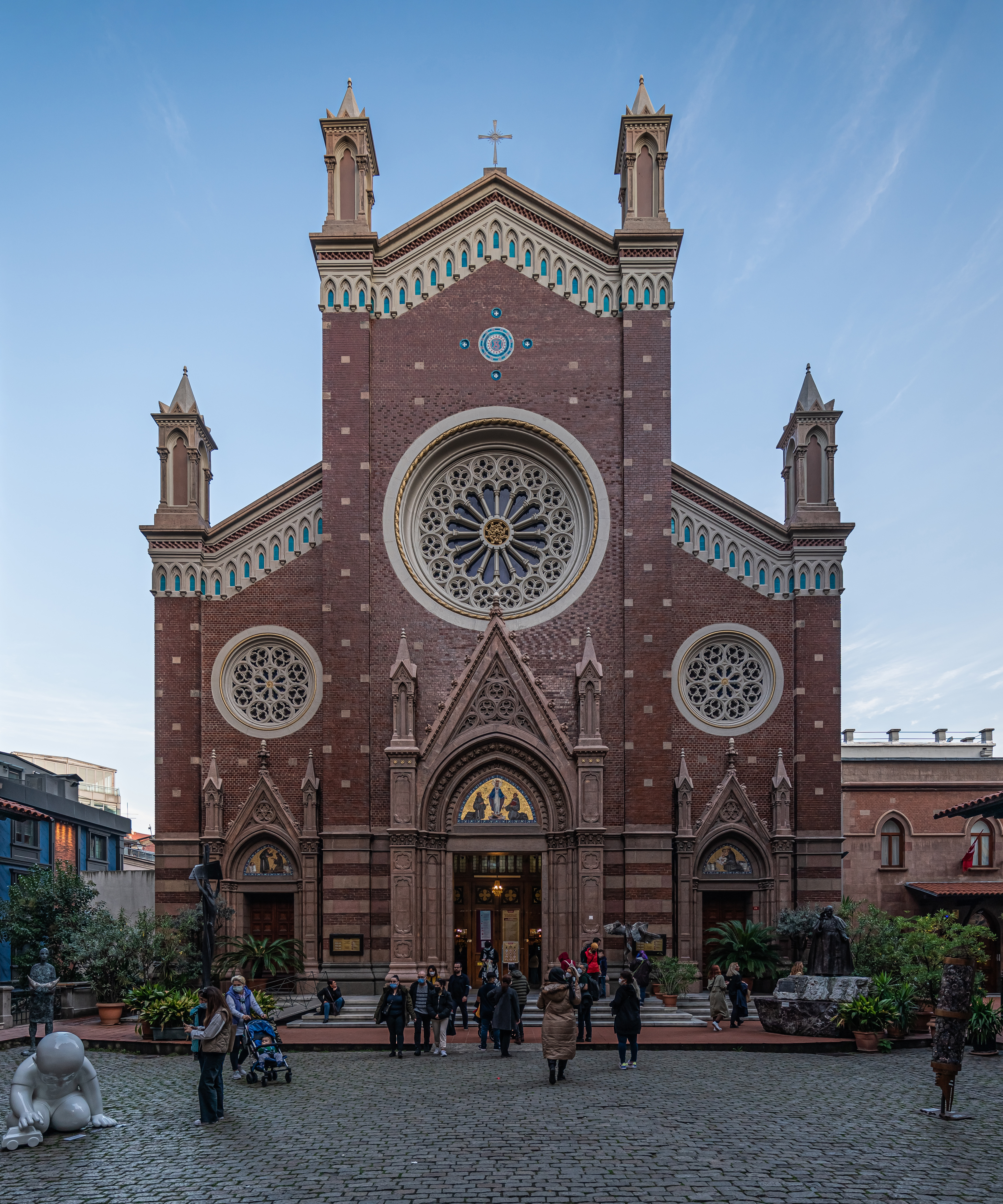
Церковь Святого Антония Падуанского

История улицы начинается с конца XV века, когда вокруг территории современной улицы Истикляль начали появляться первые мусульманские поселения. На тот момент уже существовала башня Галата, и в районе южной оконечности современной улицы располагались ворота из города. До этого времени в этой области, находящейся на вершине холма, произрастали леса. В начале следующего века, во время правления султана Сулеймана I, территория Истикляля начала застраиваться мусульманскими постройками. Также это место привлекало европейцев, которые тоже начали строить свои дома, открывать мастерские и магазины. Постепенно улица, носящая в то время название Cadde-i Kebir (Главный проспект), превратилась в центр торговли и ремёсел. В 1628 году французские католики получили землю для строительства церкви. Сейчас на этом месте стоит церковь Святого Людовика Французского, также известная как первая латинская церковь в Бейоглу.
В XVII веке улица соединяла область рядом с башней Галата и жилые помещения дворца Галата. Тогда же на улице начинают появляться посольства различных европейских стран. В XVIII веке улица начинает продлеваться на север, попутно застраиваясь новыми церквями (в 1724 году была построена церковь Святого Антония Падуанского, в 1769 году — церковь Святой Марии), посольствами и жилыми зданиями.
Со второй половины XIX века улица начинает менять свой формат, больше подстраиваясь под европейские стандарты, сохраняя при этом азиатские черты. В 1875 году была открыта вторая в мире линия метро Тюнель всего с двумя станциями, которая функционирует до сих пор. В начале XX века, с провозглашением республики, улица носит нынешнее название, оно в переводе с турецкого означает «улица Независимости». Название было призвано увековечить триумф Войны за независимость Турции. В это время Истикляль был центром торговли и отдыха со множеством магазинов, кафе, ресторанов, отелей.
В 1910 году по заказу египетского хедива Аббаса II Хильми возводятся Египетские апартаменты, один из ярчайших образцов архитектуры стиля модерн в Стамбуле.
В 1950-х годах происходит массовый отток населения из Стамбула, связанный с реформами. В 1955 году, во время Стамбульских погромов, Истикляль был одним из основных мест протестов. После этих событий на долгое время улица приходит в упадок. Только в 90-х годах XX века начинается обновление Истикляля — открывается много новых магазинов и ресторанов, происходит реставрация исторических зданий.
13 ноября 2022 года на улице Истикляль произошёл теракт, в результате которого погибли не менее 6 человек.

## Истикляль сегодня

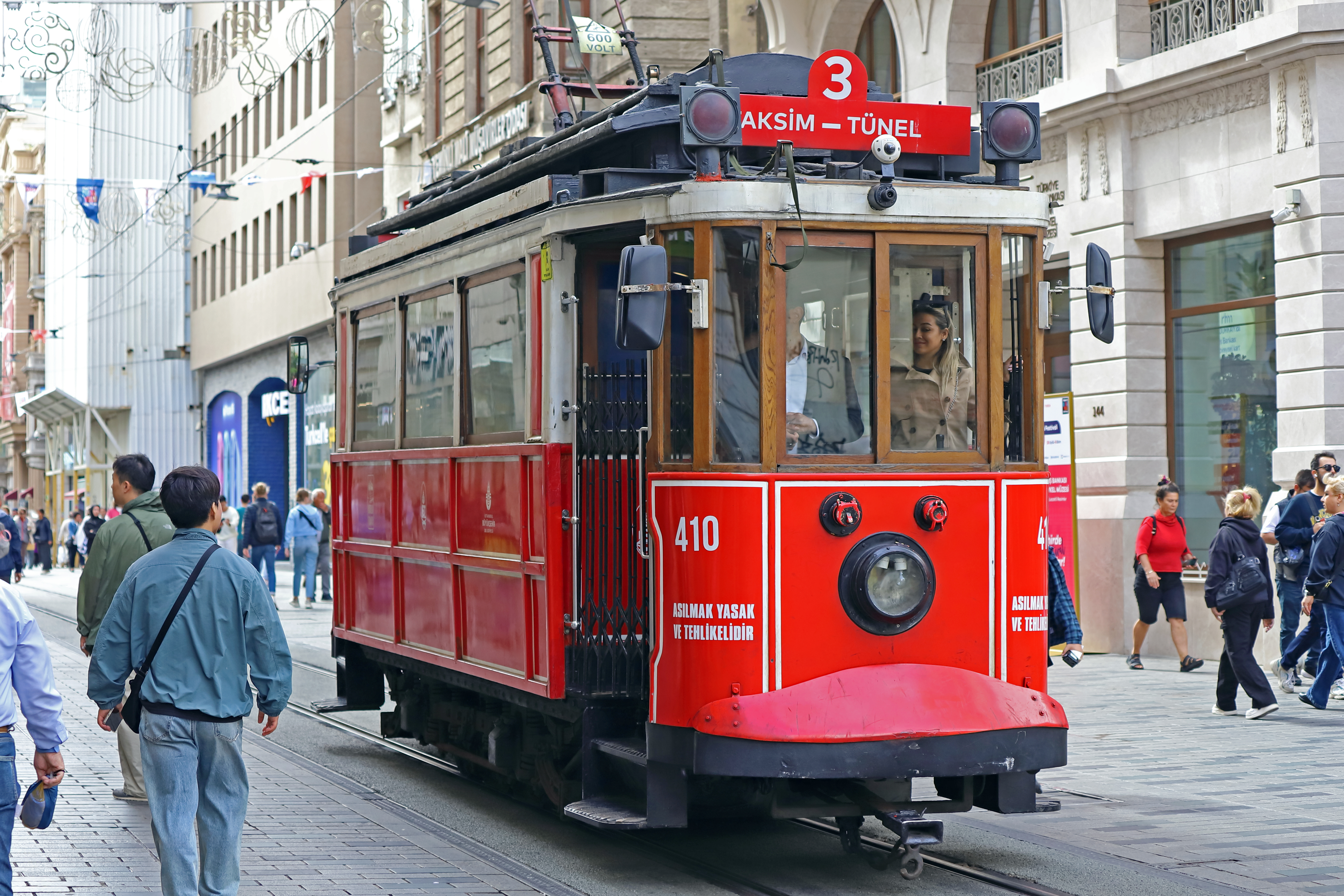
Трамвай на улице Истикляль

В XXI веке Истикляль является одним из самых популярных мест в Стамбуле среди туристов. На улице расположены магазины многих международных брендов одежды, украшений, аксессуаров, множество кафе и ресторанов преимущественно турецкой и европейской кухонь. По улице курсирует исторический трамвай. Многие здания, расположенные на улице, представляют собой памятники архитектуры. Также на улице располагаются генеральные консульства некоторых европейских стран: Франции, Греции, Нидерландов, России, Испании, Швеции и Великобритании.
Истикляль также является местом для проведения массовых акций протеста. Самой резонансной акцией стал протест в 2013 году, который затем охватил другие города Турции.